# Mohamed Ghannouchi
Ne doit pas être confondu avec Rached Ghannouchi.
Mohamed Ghannouchi (arabe : محمد الغنوشي), né le 18 août 1941 à Sousse, est un homme d'État tunisien. Il occupe le poste de Premier ministre du 17 novembre 1999 au 27 février 2011.

## Biographie

### Formation
Après des études au lycée secondaire de Sousse, il obtient une licence en sciences politiques et économiques à l'université de Tunis. Il est ensuite admis à l'École nationale d'administration à Tunis puis effectue un stage au ministère français des Finances à Paris. Il rentre ensuite en Tunisie pour intégrer le secrétariat d'État au Plan et à l'Économie nationale où il occupe plusieurs postes.

### Carrière ministérielle
Son ascension vers des postes de responsabilité liés à l'économie et aux finances continue débute dans les années 1970. En 1975, Ghannouchi est nommé directeur de la Planification générale. Le 27 octobre 1987, il devient ministre délégué auprès du Premier ministre Zine el-Abidine Ben Ali chargé du Plan.
Après le coup d'État du 7 novembre 1987, Ghannouchi est nommé le 26 juillet 1988 ministre du Plan, le 11 avril 1989 ministre du Plan et des Finances, le 3 mars 1990 ministre de l'Économie et des Finances et le 20 février 1991 ministre des Finances. En 1992, il devient ministre de la Coopération internationale et de l'Investissement extérieur et participe à plusieurs reprises à des négociations avec les institutions financières dont la Banque mondiale. Il occupe ce poste jusqu'à sa nomination en tant que Premier ministre le 17 novembre 1999.

### Premier ministre

#### Gouvernement Ghannouchi I

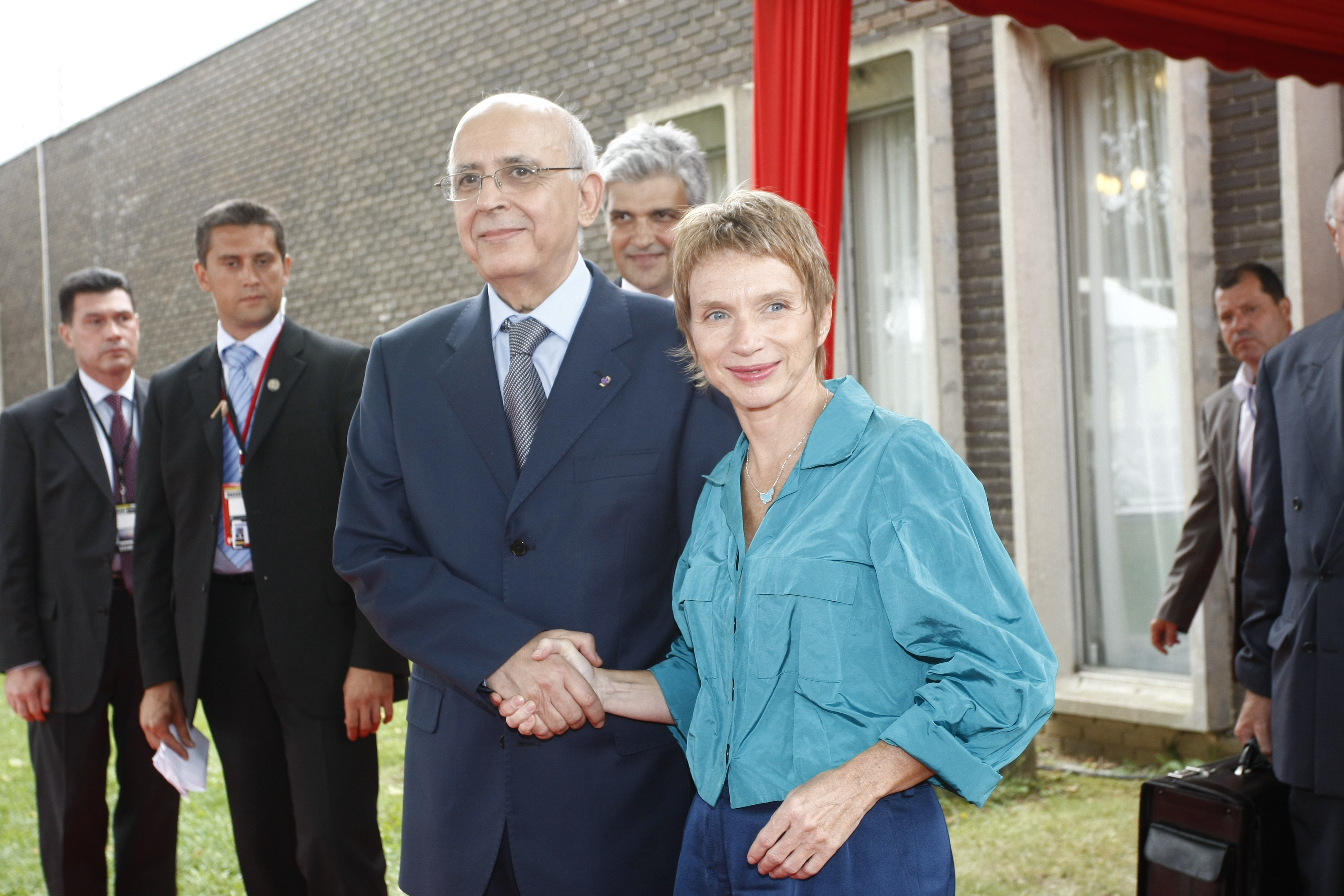
Mohamed Ghannouchi avec Laurence Parisot, présidente du Medef en 2008.

Il ne fait son entrée au bureau politique du parti présidentiel, le Rassemblement constitutionnel démocratique (RCD) qu'en 2002. Il est troisième dans l'ordre protocolaire des cérémonies officielles derrière son prédécesseur Hamed Karoui, premier vice-président du parti au pouvoir, et le président de la République. Le 5 septembre 2008, il devient l'unique vice-président du parti.
À la suite de l'immolation d'un jeune marchand de rue, Mohamed Bouazizi, à Sidi Bouzid, le 17 décembre 2010, le président Zine el-Abidine Ben Ali voit son régime fortement contesté et annonce avoir limogé son gouvernement. Néanmoins, lors du remaniement ministériel, il conserve son poste de Premier ministre. Cependant, après le départ précipité de Ben Ali du pays le 14 janvier 2011, Mohamed Ghannouchi, constatant la vacance du pouvoir (que l'on considère alors comme temporaire), se déclare chargé de l'intérim présidentiel lors d'une allocution télévisée, situation qui dure pendant 24 heures, avant que la vacance définitive ne soit constatée par le Conseil constitutionnel qui désigne alors à ce poste le président de la Chambre des députés, Fouad Mebazaa, en vertu de l'article 57 de la Constitution de 1959.

#### Gouvernement Ghannouchi II
Réputé alors pour son intégrité, Ghannouchi forme un nouveau gouvernement dit d'union nationale le 17 janvier 2011, mais la présence de membres du RCD à des postes clés provoque, en moins de 24 heures, la colère de la population et la démission de plusieurs ministres d'opposition, fragilisant d'autant plus le nouveau pouvoir.
À la suite de manifestations, il annonce la composition d'un nouveau gouvernement. Le départ du RCD de Mohamed Ghannouchi le jour même n'a aucun effet sur la suspicion que l'opinion publique tunisienne entretient à son égard.
Ghannouchi promet également de se retirer de la vie politique à la fin de la période de transition, qui doit durer six mois avant de nouvelles élections. À l'issue du premier Conseil des ministres de son nouveau gouvernement, il est annoncé que l'État prend possession de tous les biens mobiliers et immobiliers du RCD. Ce n'est cependant pas suffisant pour les manifestants qui exigent la dissolution du parti. Ghannouchi présente sa démission le 27 février 2011 à la suite de plusieurs jours de manifestations marquées par des violences ; quelques milliers de personnes se rassemblent devant sa maison pour réclamer son retour, le jour même ainsi que le lendemain, mais en vain.

## Vie privée
Mohamed Ghannouchi est marié et père de deux enfants.

## Distinctions
- Grand officier de l'ordre de la République tunisienne[8].
- Grand cordon de l'ordre national du Mérite (Tunisie)[9] ;
- Grand cordon de l'ordre du Soleil levant (Japon)[10],[11].